# لويس كولين
لويس كولين (بالإنجليزية: Louis Cullen)‏ (و. 1932  م) هو دبلوماسي، ومؤرخ أيرلندي.

## التعليم
تعلم في University of Galway ‏.